# السياسات الرياضية للاتحاد الأوروبي
يلعب الاتحاد الأوروبي دورًا بسيطًا وغير مباشر في السياسة الرياضية لأن (أ) . تعتبر الرياضة عادة خارجة عن الاختصاصات الممنوحة من قبل الدول الأعضاء في الاتحاد الأوروبي (ب) . تنظم الرياضة بشكل عام داخليًا
، على أوروبي المستوى القاري (الذي لا يختلف عن مستوى الاتحاد الأوروبي)، أو على المستوى العالمي.

## دور الاتحاد الأوروبي

### مباشرة
الاتحاد الأوروبي له دور مباشر محدود للغاية في الرياضة. تتكون المفوضية الأوروبية من مديريات عامة وعدة إدارات. داخل المديرية العامة للتعليم والثقافة ، توجد وحدة الرياضة، وهي المسؤولة عن المجالات الرئيسية التالية:
- التعاون داخل اللجنة ومع المؤسسات الأخرى في القضايا المتعلقة بالرياضة،
- التعاون مع المؤسسات والمنظمات والاتحادات الرياضية الوطنية والدولية،
- اجتماعات ثنائية مع المؤسسات والمنظمات الرياضية والاتحادات الرياضية الدولية.[1]

اتخذ أحد التدابير المحددة القليلة في مجال الرياضة بالقرار رقم 291/2003/EC الصادر عن البرلمان الأوروبي والمجلس الصادر في 6 فبراير 2003 والذي حدد السنة الأوروبية للتعليم من خلال الرياضة 2004.
نظمت الأنشطة والمبادرات التي تم الاضطلاع بها خلال عام 2004 على مستوى المجتمع المحلي وعبر الوطني والوطني والإقليمي والمحلي ، وكانت تمول في بعض الأحيان من قبل المجتمع. تعرض الأنشطة للخطر على سبيل المثال الدعم المالي للمبادرات عبر الوطنية أو الوطنية أو الإقليمية أو المحلية لتعزيز التعليم من خلال الرياضة.

### غير مباشر
على الرغم من عدم توجيهها على وجه التحديد إلى الرياضة، فإن العديد من قواعد وسياسات وبرامج الاتحاد الأوروبي تؤثر على عالم الرياضة أو تهمه.
على وجه الخصوص، يخلق السوق المشتركة للاتحاد الأوروبي الحق لأي مواطن في الاتحاد الأوروبي في التحرك والعمل بحرية في دولة عضو أخرى. أكد قانون بوسمان التاريخي أن هذا الحق، عند تطبيقه على الرياضيين المحترفين، يحظر حصص الجنسية في الدوريات الرياضية التي تؤثر على مواطني الاتحاد الأوروبي. لقد غيّر ذلك وجه الرياضات الاحترافية في الاتحاد الأوروبي، مع جمع الفرق الكبرى الآن المواهب من جميع أنحاء أوروبا، وفي بعض الأحيان حتى إرسال فرق دون لاعبين محليين على الإطلاق.

## روابط خارجية
- سياسة الاتحاد الأوروبي الرياضية
- الرياضة والاتحاد الأوروبي (جمعية لدراسة الرياضة والاتحاد الأوروبي)
- العواصم الأوروبية للرياضة